# Karel Josef Batthyány
Karel Josef kníže Batthyány (maďarsky németújvári gróf Batthyány Károly József, německy Karl Josef von Batthyány, chorvatsky Karlo Josip grof Baćan; 28. dubna 1697 Rechnitz, Burgenland, tehdejší Uhersko – 15. dubna 1772 Vídeň) byl uherský šlechtic, rakouský státník, vojevůdce, diplomat a dvořan, patřil k významným osobnostem doby vlády Marie Terezie. Od mládí sloužil v císařské armádě, nakonec dosáhl nejvyšší hodnosti polního maršála. Kromě toho se uplatnil v diplomacii a v letech 1743–1756 byl místodržitelem v Chorvatském království. Nakonec byl u dvora dlouholetým nejvyšším hofmistrem pozdějšího císaře Josefa II. V roce 1763 byl povýšen do knížecího stavu, byl též rytířem Řádu zlatého rouna. Kromě majetků v Uhrách a Rakousku vlastnil také panství v Čechách (Nové Dvory, Dětenice). 

## Životopis

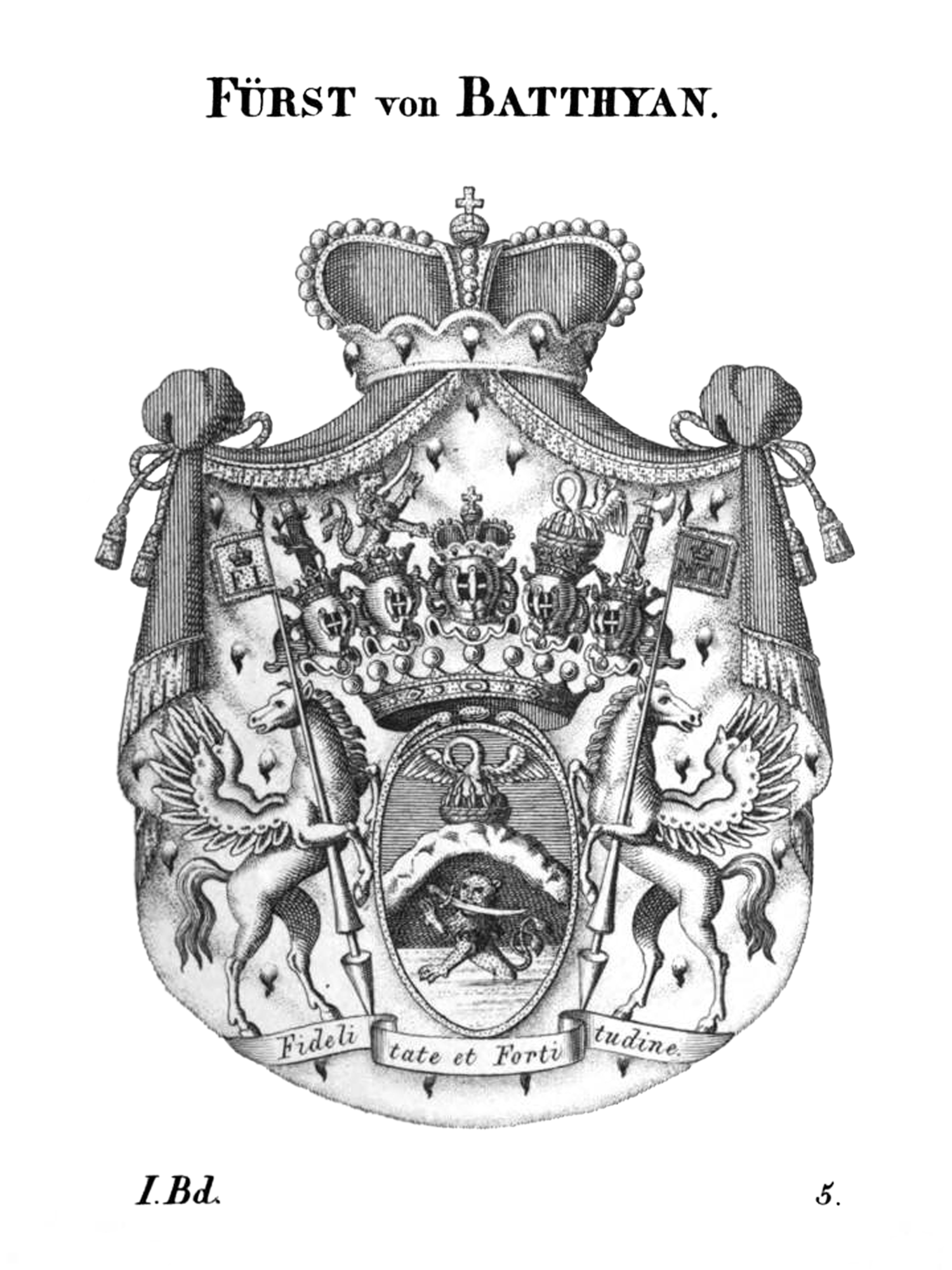
Knížecí erb rodu Batthyányů

Pocházel ze starého uherského šlechtického rodu Batthyányů, narodil se na zámku Rechnitz (Rohonc) v Burgenlandu poblíž uherských hranic jako mladší syn hraběte Adama II. Batthyányho (1662–1703) a Eleonory, rozené hraběnky Strattmannové (1672–1741). Od devatenácti let sloužil v císařské armádě a vzápětí se vyznamenal ve válce proti Turkům pod velením Evžena Savojského. Byl jmenován c. k. komořím a tajným radou, v roce 1731 dosáhl hodnosti plukovníka. Za války o polské následnictví byl povýšen do hodnosti generálního polního vachtmistra (1733) a velel císařským jednotkám na Rýně, později bojoval v další válce proti Turkům. V roce 1739 získal hodnost generála jízdy a téhož roku byl jmenován rakouským vyslancem v Prusku, do Berlína fyzicky ale dorazil až v létě následujícího roku.
Na začátku války o rakouské dědictví z Berlína odešel a zapojil se do bojů proti Prusku spolu s britskými spojenci. Bojoval pod velením Karla Lotrinského, od roku 1745 samostatně, se střídavými úspěchy velel v Čechách a v Německu. V letech 1743–1756 byl zároveň bánem v Chorvatsku, kde se ale zdržoval jen výjimečně. V dubnu 1745 proslul vítězstvím u Pfaffenhofenu nad spojenou bavorsko-francouzskou armádou a o měsíc později byl povýšen do hodnosti polního maršála. V závěrečné fázi války o rakouské dědictví velel v Nizozemí, kde byl v letech 1746–1747 zároveň zplnomocněným vyslancem (po odchodu Václava Antonína Kounice). Od října 1748 do dubna 1749 byl krátce úřadujícím generálním guvernérem v Rakouském Nizozemí. Po skončení války byl jmenován nejvyšším hofmistrem arcivévody Josefa (1748–1763), stal se též státním a konferenčním ministrem. V roce 1749 obdržel Řád zlatého rouna, později získal i uherský Řád sv. Štěpána (1764). Před sedmiletou válkou byl odpůrcem projektu rakousko-francouzského spojenectví, které prosazoval kancléř Kounic. V roce 1756 byl propuštěn z funkce chorvatského bána a v armádě již aktivně nesloužil. Vliv ve Vídni si ale uchoval jako státní ministr a do roku 1763 nejvyšší hofmistr arcivévody Josefa. Dne 28. prosince 1763 byl povýšen do českého knížecího stavu, o týden později v lednu 1764 mu byl knížecí titul rozšířen i pro Říši (se jménem Batthyány-Strattmann).

## Rodina a majetkové poměry

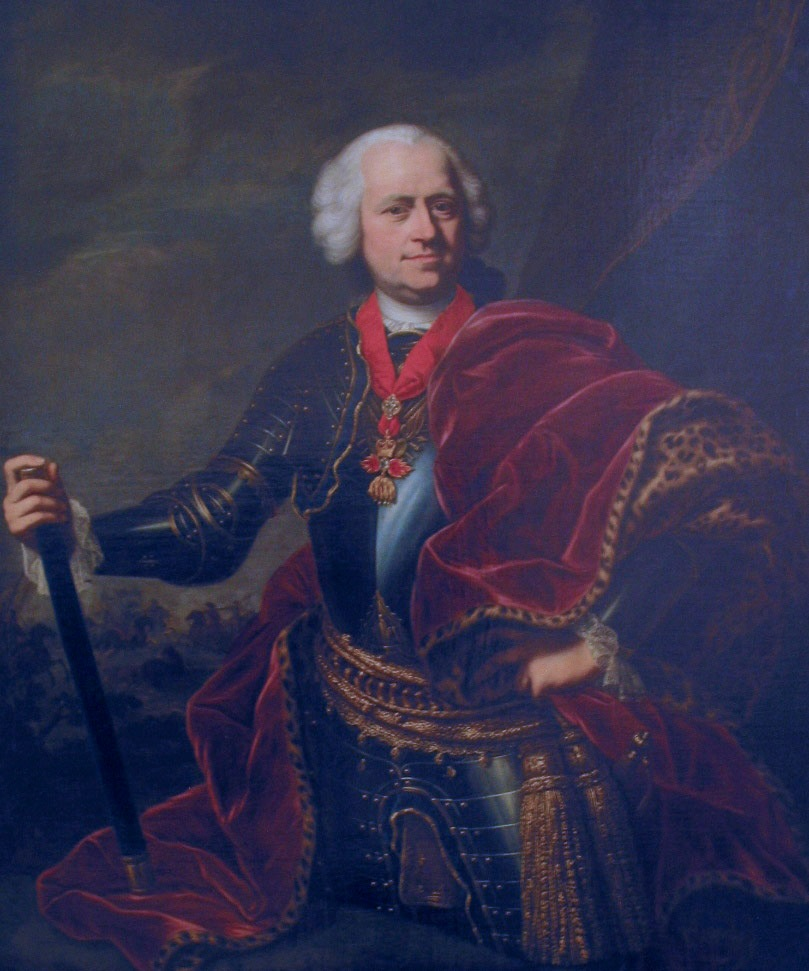
Portrét Karla Josefa Batthyányho od Jeana Pierra Sauvage ve vídeňském Muzeu vojenské historie (Arsenalu).

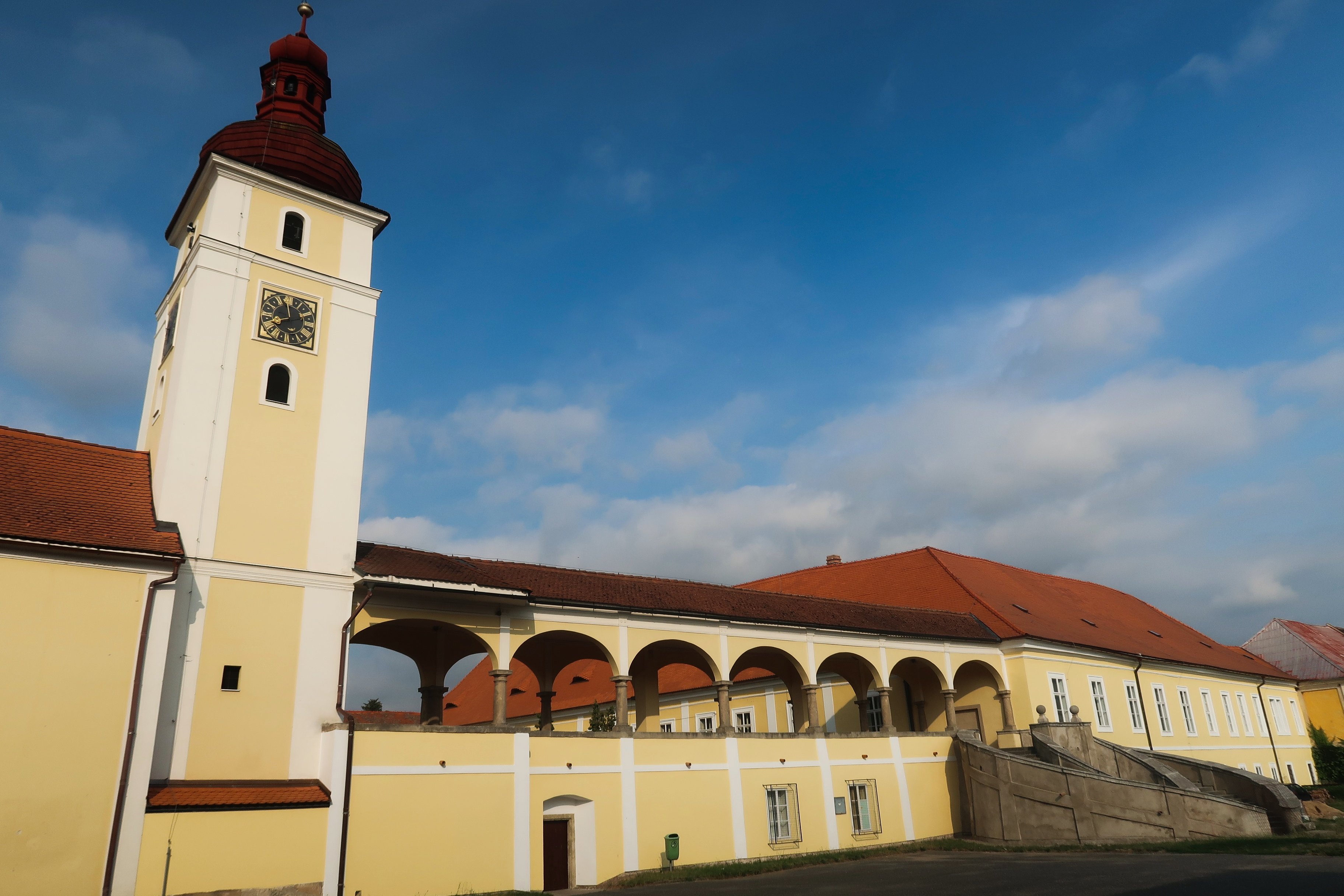
Zámek Nové Dvory, majetek Karla Josefa Batthyányho v letech 1728–1764

Byl třikrát ženatý. Poprvé se oženil v roce 1721 v pražském Týnském chrámu s hraběnkou Marií Annou Barborou z Valdštejna (1693–1724), po ovdovění se podruhé oženil v roce 1726 s hraběnkou Františkou Marií Strattmannovou (1708–1760). Po třetí se oženil v sedmašedesáti letech se svou neteří Marií Antonií Batthyányovou (1720–1797), která byla dámou Řádu hvězdového kříže a nejvyšší hofmistryní Marie Terezie. Z prvního manželství pocházel jediný syn Eugen František (1722–1742), c. k. komoří a kmotřenec Evžena Savojského, který však zemřel již ve dvaceti letech. Z druhého manželství se narodilo osm dcer, všechny zemřely v dětství.
Titul knížete zdědil synovec Adam Václav Batthyány (1722–1787), syn Karlova staršího bratra, uherského dvorského kancléře Ludvíka Arnošta Batthyányho (1696–1765).
Vlastnil čtyři panství v Uhrách, dlouhodobě měl také majetek v Čechách. Po své první manželce, respektive jejím otci Oktaviánu Ladislavovi z Valdštejna zdědil ve východních Čechách panství Dětenice. Kromě toho byl několik desetiletí majitelem panství Nové Dvory u Kutné Hory (1728–1764), které koupil v dražbě za 550 000 zlatých od zadlužených Pachtů z Rájova. Zámek v Nových Dvorech navštěvoval jen zřídka, v letech 1750 a 1754 jej ale nabídl pro ubytování Marie Terezie a Františka Štěpána Lotrinského, kteří se zúčastnili cvičení rakouské armády u Kolína. Po skončení aktivní vojenské kariéry a usazení ve Vídni soustředil svůj zájem na vybudování rodové domény v rakouských zemích. Proto nakonec svá česká panství prodal. Dětenice koupil v roce 1758 hrabě Jan Kryštof Clam za 270 000 zlatých, Nové Dvory získal v roce 1764 za 440 000 zlatých hrabě Jan Karel Chotek. Batthyány pak od různých majitelů koupil několik panství v Rakousku, ve Vídni byl jeho sídlem palác Batthyány-Strattmann v ulici Herrengasse 19.